# Elvis (filme de 2022)
Elvis (bra/prt: Elvis) é um filme estadunidense e australiano dos gêneros biografia, drama e musical, dirigido por Baz Luhrmann, sobre a vida e carreira do cantor estadunidense de rock Elvis Presley. Com roteiro escrito por Baz Luhrmann, Sam Bromell, Craig Pearce e Jeremy Doner, com uma história por Baz Luhrmann and Jeremy Doner, é estrelado por Austin Butler e Tom Hanks, com Olivia DeJonge, Yola Quartey, Luke Bracey, Kelvin Harrison Jr., Dacre Montgomery, Helen Thomson, Richard Roxburgh e David Wenham em papeis secundários.
Elvis terá sua estreia mundial no Festival de Cinema de Cannes de 2022 e está programado para ser lançado nos cinemas da Austrália em 22 de junho de 2022 e nos Estados Unidos em 24 de junho de 2022, pela Warner Bros. Pictures.

## Sinopse
Vida e música de Elvis Presley sob o prisma da sua tumultuada relação com seu empresário enigmático, o coronel Tom Parker. A história mergulha na complexa dinâmica entre Presley e Parker, que se estendeu por mais de 20 anos, desde a ascensão de Presley à fama até seu estrelato sem precedentes, tendo como pano de fundo a evolução da paisagem cultural e a perda da inocência na América. No centro dessa jornada está uma das pessoas mais importantes e influentes na vida de Elvis, Priscilla Presley.

## Elenco
- Austin Butler como Elvis Presley
  - Chaydon Jay como Elvis Presley (jovem)
- Tom Hanks como Coronel Tom Parker
- Olivia DeJonge como Priscilla Presley
- Yola Quartey como Sister Rosetta Tharpe
- Luke Bracey como Jerry Schilling
- Dacre Montgomery como Steve Binder
- Kelvin Harrison Jr. como B. B. King
- Helen Thomson como Gladys Presley
- Richard Roxburgh como Vernon Presley
- David Wenham como Hank Snow
- Natasha Bassett como Dixie Locke
- Xavier Samuel como Scotty Moore
- Leon Ford como Tom Diskin, um porta-voz do coronel Tom Parker
- Kate Mulvany como Marion Keisker
- Gareth Davies como Bones Howe
- Charles Grounds como Bones Howe
- Josh McConville como Sam Phillips
- Adam Dunn como Bill Black
- Alton Mason como Little Richard

## Dublagem Brasileira
| Personagem           | Ator Original         | Dublador           |
| -------------------- | --------------------- | ------------------ |
| Elvis Presley        | Austin Butler         | Léo Martins        |
| Elvis Presley        | Chaydon Jay (criança) | Enzo Dannemann     |
| Coronel Tom Parker   | Tom Hanks             | Marco Ribeiro      |
| Priscilla Presley    | Olivia DeJonge        | Bruna Laynes       |
| Gladys Presley       | Helen Thomson         | Carmen Sheila      |
| Vernon Presley       | Richard Roxburgh      | Márcio Simões      |
| B.B. King            | Kelvin Harrison Jr.   | Alexandre Drummond |
| Hank Snow            | David Wenham          | Hércules Franco    |
| Tom Hulett           | Mark Leonard Winter   | Pedro Azevedo      |
| Jimmie Rodgers Snow  | Kodi Smit-McPhee      | Hugo Myara         |
| Sam Phillips         | Josh McConville       | Eduardo Borgerth   |
| Marion Keisker       | Kate Mulvany          | Márcia Coutinho    |
| Jerry Schilling      | Luke Bracey           | Daniel Müller      |
| Steve Binder         | Dacre Montgomery      | TBA                |
| Senador Jim Eastland | Nicholas Bell         | Hélio Ribeiro      |
| Bones Howe           | Gareth Davies         | Mckeidy Lisita     |

Direção de Dublagem: Garcia Júnior
Estúdio de dublagem: Delart

## Produção
O projeto foi anunciado pela primeira vez em abril de 2014, quando Baz Luhrmann entrou em negociações para dirigir o filme, com Kelly Marcel escrevendo o roteiro.
Nenhum desenvolvimento adicional do filme foi anunciado até março de 2019, quando Tom Hanks foi escalado para interpretar o Coronel Tom Parker. Luhrmann foi escolhido como diretor e também substituiu Marcel como roteirista junto de Craig Pearce e Sam Bromell. Em julho, atores vistos para interpretar Presley eram Ansel Elgort, Miles Teller, Austin Butler, Aaron Taylor-Johnson e Harry Styles, com Butler ganhando o papel no final daquele mês. Em outubro, Olivia DeJonge foi escalada para interpretar Priscilla Presley. Maggie Gyllenhaal e Rufus Sewell foram escalados como Gladys e Vernon Presley em fevereiro de 2020, com Yola escalada como Irmã Rosetta Tharpe.
As filmagens começaram em 28 de janeiro de 2020, na Austrália. Em 12 de março de 2020, a produção foi interrompida quando Hanks e sua esposa Rita Wilson testaram positivo para COVID-19 durante a pandemia. As filmagens foram retomadas em 23 de setembro. Em setembro de 2020, Luke Bracey, Richard Roxburgh, Helen Thomson, Dacre Montgomery, Natasha Bassett, Xavier Samuel, Leon Ford, Kate Mulvany, Gareth Davies, Charles Grounds, Josh McConville, e Adam Dunn se juntaram ao elenco do filme. Roxburgh e Thomson substituíram Sewell e Gyllenhaal, respectivamente, que foram forçados a desistir devido ao atraso nas filmagens. Kelvin Harrison Jr. foi anunciado como o intérprete de B.B. King em dezembro. Em janeiro de 2021, foi relatado que Alton Mason estaria interpretando Little Richard no filme.

## Música
A trilha sonora do filme será composta por Elliott Wheeler. Em 25 de abril de 2022, foi anunciado que Doja Cat contribuiria com uma música original para o filme, "Vegas". A música é por muitos descrita como o elemento mais importante do filme. Ela também incorpora elementos das próprias músicas de Presley, como seu cover de "Hound Dog" de Big Mama Thornton. Foi lançada como single em 6 de maio de 2022, antes do álbum da trilha sonora do filme, programado para ser lançado naquele verão pela RCA Records. O álbum também contará com variações do material de Presley por artistas de grande nome em uma variedade de gêneros e estilos.

## Lançamento

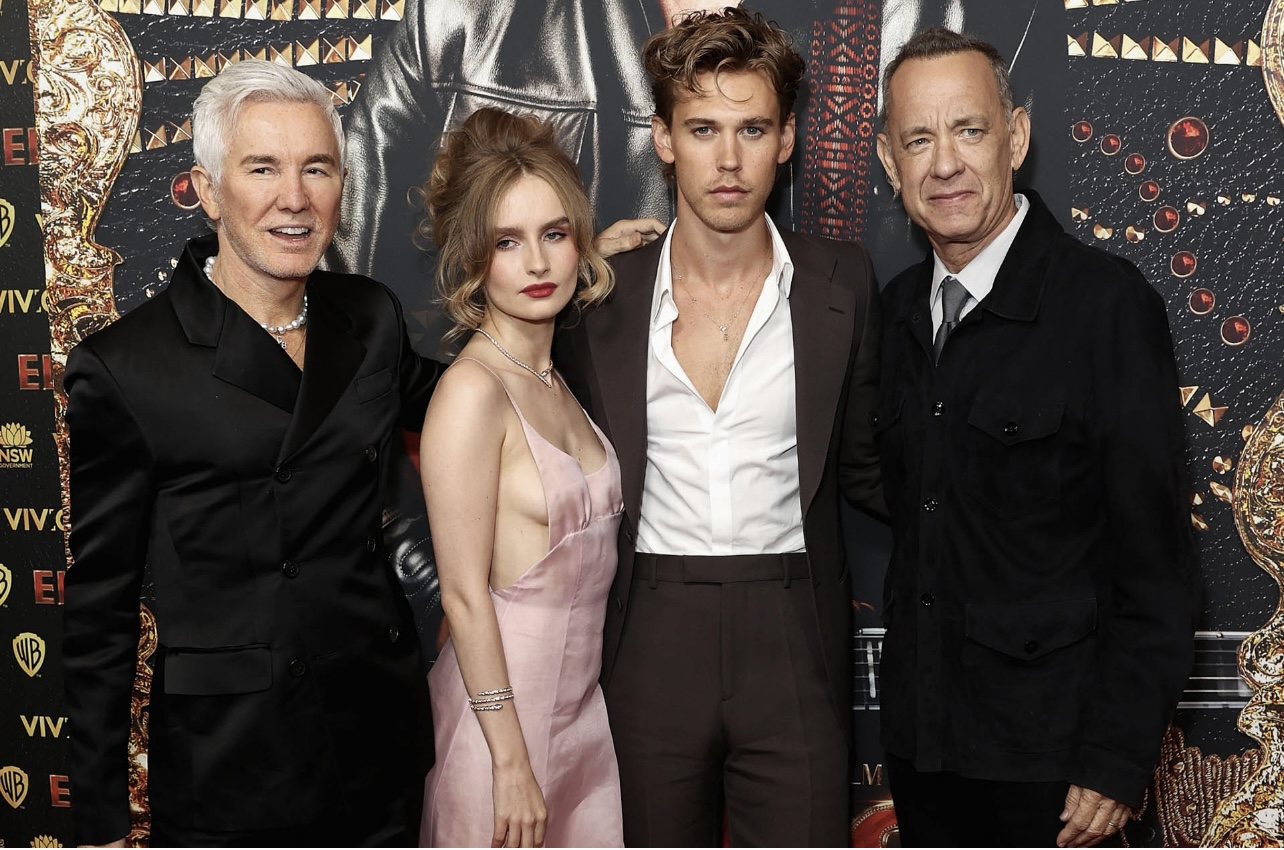
Lurhmann, Dejonge, Butler e Hanks na premiere mundial do filme.

Elvis foi ser lançado nos Estados Unidos em 24 de junho de 2022, pela Warner Bros. Pictures.
No Brasil, o filme foi ser lançado em 14 de julho de 2022.
Ele foi previamente programado para ser lançado em 1º de outubro de 2021, antes de ser adiado para 5 de novembro de 2021 e 3 de junho de 2022. O filme foi lançado sob demanda nos nos Estados Unidos em 9 de agosto, no Brasil foi lançado no dia 28 de agosto, dias depois foi lançado no HBO Max no dia 2 de setembro.